# (527604) 2007 VL305
(527604) 2007 VL305 est un astéroïde troyen de Neptune.

## Description
(527604) 2007 VL305 est un astéroïde troyen de Neptune. Il présente une orbite caractérisée par un demi-grand axe de 29,97 UA, une excentricité de 0,06 et une inclinaison de 28,2 par rapport à l'écliptique.